# Legend of Legaia
Legend of Legaia (レガイア伝説 Regaia Densetsu?) es un videojuego para la consola PlayStation (PSOne) que en España salió en junio del 2000. El juego llegó a España con dos años de retraso. En Japón salió a la venta el juego a finales de 1998. Legend of Legaia es un juego con gráficos parecidos a Final Fantasy VII y compartía similitudes con esta saga. Tuvo una secuela en 2001 titulado Legaia 2: Duel Saga para la consola PlayStation 2.
La historia se desarrolla en Legaia, un mundo con tres continentes, Reino de Drake, Islas Sebucus y Reino de Karisto. En él existen humanos y Seru, unos seres que ayudan a los humanos en sus tareas cotidianas y que cuando se unen a ellos, los humanos se hacen más fuertes. En principio estos Seru son neutrales, ni buenos ni malos, pero con la llegada de un invento, llamado Neblina, creado en el Reino Conkram, estos Seru se vuelven malignos y atacan a los humanos.
El juego trata de extinguir esta Neblina por todo el mundo de Legaia, destruyendo los generadores de Neblina de cada continente, y reavivando los Árboles Génesis, los cuales son árboles divinos que alejan la Neblina. Todo esto con la ayuda de unos Seru de mayor nivel, los Ra-Seru, que no se ven afectados por la Neblina, e incluso pueden absorber la energía de un Seru maligno.

## Argumento
En el principio hubo Dios creó el cielo, la tierra y los mares. Para que hubiera vida sobre este mundo, Dios creó la humanidad según su propia imagen. Aunque dotados del propio espíritu de Dios, los seres humanos eran impulsivos y físicamente mucho más débiles que las bestias del mundo. La humanidad alcanzó un punto en que estaba al borde de la extinción.
Los humanos estaban dotados con la mística fuerza de los Seru. Los Seru eran criaturas con distintas apariencias que parecían estar hechas de algunas joyas. Cuando un ser humano toca a un Seru, se fusiona con él. Después la persona adquiere poderes extraordinarios, como una fuerza mayor a la humana, que le otorga poderes mágicos, incluso la capacidad de volar. Gracias a los Seru, la humanidad pudo dejar sus orígenes silvestres y crear una civilización donde los seres humanos y Seru vivían en estrecha armonía.
Sin embargo, un día oscuro, una misteriosa niebla aparece de la nada, y cuando la niebla alcanzaba a un Seru este se volvía loco y atacaba a todo lo que estuviera a su alcance. Si la niebla alcanzaba a un humano ya fusionado con un Seru este también se trasformaba en un monstruo. La niebla se extendió rápidamente desde sus orígenes en la región de Karisto para cubrir todo el planeta. La civilización humana se derrumbó al instante, y sólo unos pocos focos aislados de la humanidad pudieron sobrevivir a la niebla.
La historia comienza con Vahn, un joven que vive en la tranquila aldea de Rim Elm, que está protegida de la niebla por medio de un enorme muro. Una noche, Vahn es despertado por su padre al escuchar un extraño ruido procedente del exterior de la muralla. Vahn se apresura al muro protector para descubrir el problema. Entonces, un misterioso ser llamado Zeto aparece de la nada y destruye la muralla de Rim Elm, dejando la ciudad desprotegida ante la neblina y los Seru. Vahn se dirige hacia el Árbol Génesis, que se encuentra en el centro de Rim Elm. Dentro de este había un Ra-Seru, Meta; el cual le pide ayuda a Vahn para reavivar el Árbol Génesis y alejar la neblina. Debido a que esta débil, Meta necesita la ayuda de los habitantes de la aldea para ello. Vahn los lleva al Árbol Génesis y logran revivir el Árbol Génesis gracias a las oraciones de las personas. Así logra alejar la Neblina de Rim Elm. A la mañana siguiente, Vahn se embarca en un largo viaje para destruir la Neblina.
Vahn viaja al Monte Rikuroa para reactivar el Árbol Génesis que residía allí y librar al Castillo del Rey Drake de la Neblina. Allí conoce a una niña llamada Noa, que fue criada por un lobo con un Ra-Seru que estaba adherido a su cabeza. Vahn se reúne con Noa para ayudarla, ya que ella está siendo atacada por un feroz Seru llamado Caruban enviado por Zeto para matar a Noa y su Ra-Seru, Terra. Vahn y Noa logran derrotar a Caruban y revivir el Árbol Génesis. Noa recibe a Terra como su Ra-Seru protector. El Castillo del Rey Drake es purgado de la Neblina. Vahn y Noa deciden que deben viajar juntos para extinguir la Neblina por todo el mundo.
Viajan al Monasterio de Biron, en busca de un Árbol Génesis. El jefe monje acepta que deben ir al bosque en el oeste a revivir el árbol y ordena a un alto monje, Gala, que les muestre el camino. Él envía otro monje, Songi, a los otros bosques en el este. Encuentran el Árbol Génesis en el bosque, el cual había muerto por la intensa neblina, pero un huevo Ra-Seru estaba incubado en el árbol y se mantuvo vivo. Después de extraer el huevo el grupo se dirige de nuevo al monasterio por una nube de humo en el horizonte. Gala descubre que Songi atacó el monasterio y dejó que los monstruos Seru entraran al monasterio. Gala decide que él debe ir con Vahn y Noa para reactivar el Árbol Génesis en el bosque del oeste. El grupo descubre que Songi ha sido infectado con un Seru. Gala pelea con él, pero Songi es demasiado poderoso y se aparta. El grupo retoma el Árbol Génesis, y el huevo Ra-Seru, Ozma, sale del huevo, lo que revela que él es el Ra-Seru de Gala. Gala acepta a Ozma, a fin de combatir mejor contra Songi.
El Árbol Génesis revela una extraña estructura en medio del valle, de donde procedía la neblina, un generador de neblina. Ellos se enfrentan a Songi, que ahora es un aliado de los creadores de la Neblina. También se enfrentan a Zeto, que controla la fábrica, que produce Neblina en el continente. Después de derrotar a Zeto, destruyen el generador de Neblinaa, y libran eficazmente ese continente de la neblina para siempre.
El grupo viaja a las Islas Sebucus. Vahn y sus amigos se dirigen a Octam, una ciudad donde duermen los sabios antiguos. Una vez que el grupo llega a Octam, descubren que todo el pueblo está sumido en la niebla y que sus habitantes se refugiaron bajo tierra. El grupo se reúne con los antiguos sabios. Un terremoto se traga a los sabios, pero sus espíritus dicen que Vahn y sus amigos están destinados a destruir la neblina y llevar la paz al mundo. Vahn y sus amigos viajan al Castillo Dohati, en el cual había otro generador de neblina. Dohati, el señor del castillo, es derrotado. El grupo destruye la máquina de neblina, pero aparentemente un huevo Ra-Seru fue capaz de alimentar el dispositivo.
El equipo viaja al Reino Karisto, la última área infestada con niebla. En Torre Sol, Vahn derrota a Gaza, un viejo guerrero que es reacio a dejar que la niebla se limpie, y su alma revive el Árbol Génesis. Después, Vahn usa una flauta especial para llegar al campamento de Soren, ocupado por personas que todavía usan sus Seru para volar. El grupo informa al Soren Mayor de sus objetivos. El anciano lleva a otro generador de Niebla, el Castillo Flotante. Dentro, el grupo considera que la destrucción de Songi de este generador no es más que un señuelo. En el sentido estricto de escapar, el grupo se dirige a la única ubicación izquierda, Conkram.
Conkram ha estado sumida por un gigante Sim-Seru. Es la casa de Noa, pero se le fue quitada cuando entró la niebla al mundo. Los padres de Noa, que son los reyes de Conkram, intentan decirle al grupo que la única forma de entrar en la final Mist Generator es obteniendo una Némesis Gem, una cosa ya extinta. El grupo gestiona viajar al Conkram del pasado. El equipo aprende el verdadero origen de la niebla: Sol y Conkram se enfrentaron en una guerra sangrienta. El príncipe Cort, el hermano de Noa, utilizó la niebla como una herramienta de poder. La niebla entonces se dispersó en todo el mundo. El grupo controla una entidad maligna Mist. Cort queda detenido, y el Rey le da al grupo la Némesis Gem. El grupo regresa al presente para su batalla final.
Ellos se topan al final con Mist Generator y Jette en la fortaleza absoluta. Dentro, el grupo derrotan a Jette. El grupo desciende más en la fortaleza y batallan contra Cort, el hermano de Noa, que está totalmente controlado por su obsesión con la niebla. Derrotado, se cae en un hoyo con el gigante, y toda la fortaleza explota.
En Rim Elm, los héroes celebran el final de la Niebla. Sin embargo, la celebración se truncó cuando entra Songi y afirma que está destinado a traer de vuelta la niebla. El gigante llega, y deja sumida toda la ciudad. Songi viaja a Seru-Kai, donde se encuentra el Antiguo Árbol Génesis. Songi desangra gravemente al árbol, pero él es derrotado por el grupo, y los sabios de Octam vuelven a revivir el árbol.
Vahn y sus amigos regresan a Rim Elm. Descendiendo de Juggernaut, el grupo considera a Cort, fusionado con el Juggernaut en uno de ellos. Cort no muere después, pero el gigante sí. Meta, Ozma, Terra y utilizan su poder para destruir la niebla de una vez por todas, pero la Ra-Seru es destruida en el proceso, junto con todos los demás Seru, pero Cort el hermano de Noa revive y adopta la forma de un niño. Al final Noa y Vahn se enamoran.
El mundo se ha librado de la niebla y los Seru desaparecen. En este punto, el jugador elige entre varias terminaciones: Vahn bien decide viajar por el mundo con el amor de su niñez, decide decirle a Noa cómo se siente, o decide ingresar en el Monasterio Biron.

## Forma de juego
La más notable característica de Legend of Legaia es su "táctica Artes", un sistema de batalla. El sistema está condicionado a su vez basado en la naturaleza, pero va más allá de modo que carece de semejanza con casi cualquier otro juego. En lugar de simplemente elegir un hechizo o ataque, el jugador opta por una combinación de movimientos. (es decir, un puñetazo zurdo, patada alta, etc) Hay secuencias especiales para iniciar los ataques más fuertes. Además, no hay "lugares de descanso": el lugar de un personaje que se mueve de su lugar de acción es donde se queda. También es importante para el sistema de batalla de Seru monstruos. Seru puede derrotar a un monstruo en batalla, mientras que el uso de un Ra-Seru ofrece la posibilidad de que el Ra-Seru absorberá a la Seru monstruo. Si esto ocurre, el personaje que llevaba Ra-Seru puede citar que Seru a realizar un ataque mágico. Como con la mayoría de los sistemas de magia en RPG's, este consume poder mágico. Además, existe un "Espíritu", en la que un personaje se defiende de una ronda y ya puede realizar ataques durante el siguiente turno.

## Personajes principales
Los personajes del juego, que controlas tu durante toda la aventura son tres:
Vahn: El protagonista del juego. Vive en la aldea de Rim Elm, donde empieza el juego. No suele hablar mucho, para querer dar la sensación de que eres tú el protagonista, cuando habla siempre hay varias frases para que elijas qué decir. Este estilo de protagonista parco en palabras se ha usado con frecuencia en otros juegos de rol. Da la sensación de que es uno el que está en el juego, el protagonista no dice (casi) nada, porque es el jugador quien piensa por él. La edad de Vahn es de 14 años. El Ra-Seru que le acompaña es Meta, que se unió a él en el lugar del Árbol Génesis de Rim Elm.
Noa: Una chica que vive en la Cueva Nieve Acumulada, desde que nació, fue criada por una loba controlada por un Ra-Seru, Terra, quien posteriormente se une a ella en la montaña Rikuroa. Noa tiene 12 años.
Gala: Un monje-guerrero del monasterio de Biron. Es el Maestro Supremo de este templo. Gala es el mayor de los tres personajes: Tiene 18 años. Su Ra-Seru es Ozma, que se unió a él en el lugar del Árbol Génesis del Bosque Voz Oriental.

## Soundtrack
| Disc 1 (66:31) 1. "Theme of Legaia" 2. "Title" 3. "Prologue" 4. "Rim Elm" 5. "Mei" 6. "Night Requiem" 7. "Mist" 8. "Brand of the Holy Knuckles" 9. "Quiet Tree of Creation" 10. "The Awakening of the Tree of Creation" 11. "Barren Fields of Mist" 12. "Cave of Warmth" 13. "Attack" 14. "Lively Imperial Palace" 15. "We are the Bairon Militan Priests" 16. "Forest of Mystery" 17. "A Happening that Could Not be Predicted" 18. "The Misty Nest" 19. "Songi's First Appearance" 20. "My Name is Songi" 21. "Disciples of the Mist" 22. "Earth of Joy" 23. "Light of the Town" 24. "Calling of the Relics" 25. "Gondola" 26. "Wild Declaration" 27. "Wanna Wanna" 28. "Quiet Destruction" 29. "Melody of Memories" 30. "Dream, Teague" 31. "Hurry Up" 32. "Misty Capital" 33. "Tower of the Seal" 34. "Young Nobleman of the Mist" 35. "Noel" 36. "Castle of Living Things" 37. "Unrivaled Chaos" 38. "Destruction of the Castle of Living Things" 39. "World of Humans" 40. "End Title" |

## Secuela
En el año 2001 apareció en Japón la secuela de este juego, titulado Legaia: Duel Saga. A finales de 2002 apareció en Europa con el título algo modificado: Legaia 2: Duel Saga. Argumentalmente no tiene nada que ver con la primera parte, excepto en el sistema de combate. Inexplicablemente, no llegó a España este videojuego, aunque sí lo hizo en otros países de Europa.